# Gulcamptus yoichiensis
Gulcamptus yoichiensis is een eenoogkreeftjessoort uit de familie van de Canthocamptidae. De wetenschappelijke naam van de soort is voor het eerst geldig gepubliceerd in 1995 door Ishida.